# Cyprian Bazylik
Cyprian Bazylik (em português: Cipriano Bazylik; 1535, Sieradz - 1600), inicialmente chamado Cyprian de Sieradz, foi um poeta, escritor, músico, compositor, impressor, tradutor e reformador protestante polonês do século XVI. É uma figura cultural e religiosa do Renascimento e da Reforma da Polônia.

## Vida
Cyprian nasceu na Polônia em 1535, na cidade de Sieradz. Era órfão de uma família burguesa de classe média. Seu falecido pai se chamava Maciej.
Ele estudou em Cracóvia na Universidade Jaguelônica entre 1550-51, onde nos arquivos aparece como Ciprianus Mathiae Syradensis. Provavelmente estudou Teologia, e ainda em 1550 abraçou o Calvinismo. Nesta época já era poeta e músico. Trabalhou por algum tempo na corte do rei Sigismundo II Augusto. Em setembro de 1557, em um acampamento do exército polonês nas margens do Rio Musa, suas habilidades artísticas e intelectuais muito impressionaram o cavalheiro e guerreiro grego Jakub Heraklides Bazylik. Este o deu título de nobre, ao adota-lo como filho e ao concede-lo seu brasão; por isso agora Cyprian tinha o sobrenome Bazylik. Heraklides também o deu a honraria de “laureatus poeta” (poeta laureado), pois havia sido nomeado por Carlos V como Conde Palatino, podendo então promover poetas a esse título. As duas coisas - o enobrecimento e a promoção a laureado - receberam confirmação pelo rei Sigismundo na presença de nobres poloneses.

Brasão de armas de Cyprian Bazylik.

Como era associado do movimento protestante, em 1558 foi servir na corte do Príncipe Nicolau Radziwill, o Negro, que patrocinava a reforma calvinista de Vilnius, no Grão-Ducado da Lituânia.
Atuou como músico e compositor, com muitos de seus salmos e hinos vindos a ser grandemente utilizados nos cultos protestantes das igrejas lituanas. Juntamente com Waclaw de Szamotuly trabalhou como colaborador musical para Jan Zaremba, na publicação do hinário calvinista Kancjonał brzeskiego (Hinário de Brest), também chamado: Pieśni chwal Boskich (Canções de divino louvor), lançado em Brest em 1558; foi o primeiro texto protestante a ser publicado em polonês.
Naquela época uma das prioridades de cada ramo protestante era o de ter sua própria imprenta e publicar revistas religiosas e hinários para seus seguidores. E passado algum tempo começou a trabalhar como tradutor das publicações calvinistas, ainda ligado ao Príncipe Radziwill.
Casou-se com Agnieszką, a filha de Stanislaw Lerma, um burguês de Cracóvia, e se mudou para Brest. Ali, nos anos 1562-70, dirigiu uma imprenta. Ele dirigiu o trabalho de impressão e publicação da Bíblia Brest, em 1563. Esta foi a primeira tradução polonesa da Bíblia diretamente dos idiomas originais, abrangendo todo Antigo e Novo Testamento. Pouco depois da morte de Radziwill, o Negro, em 1565, tornou-se ou gerente ou proprietário da imprenta de Brest. Em 1569 passou a trabalhar na corte do voivoda de Sieradz, Alberto Laski, de quem já havia sido secretário pessoal por algum tempo. A imprenta de Brest deixou de existir em 1570.
Em 1576, o rei Estêvão Báthory o concedeu uma terra na aldeia real de Mszczonów. Em 1582 o rei também o confiou o cargo de administrador da aldeia de Mielnik e da vila de Orlowo.
Neste tempo, atuou como tradutor, onde transportou obras históricas e políticas do latim, e escreveu poemas ocasionais.
Sobre a nobreza do brasão de Warnia é sua última obra literária, um poema, publicado em 1600. Acredita-se que ele morreu em meados deste mesmo ano.

## Estilos artísticos e legados
Como poeta, Bazylik possui vasta produção, onde suas composições são revestidas de sua forma e estilo poéticos próprios. O poema Descrição da morte e enterro da princesa Isabel Radziwill é tido por críticos literários como um poema muito rico do século XVI. Nele o autor faz reflexão profunda sobre a morte do indivíduo, e é a primeira vez que um funeral é conhecido na poesia polaco-bielorrussa do Renascimento. A poesia também fala das muitas qualidades e virtudes de Isabel, a falecida princesa e esposa de Radziwill, o Negro, o que parece ser uma idealização de heroína. Alguns, entretanto, apontam que Bazylik não utilizou apenas de idealização, porque falou dos valores e características da princesa que já eram conhecidos das pessoas da região e dos círculos protestantes, onde já tinham para com ela, portanto, imagem de mãe e esposa ideal. O poema pode ser visto como uma crônica poética da morte, e tem 654 linhas. Bazylik também é autor de diversas poesias ocasionais.
Era um monogramista, isto é, artista que não assina suas obras com seu nome por extenso, mas com um monograma, iniciais ou uma abreviatura. Isto era típico dos artistas polacos do século XVI, e ele sempre se identificava por CS ou por CB (após 1557). 
Como tradutor, transpôs do latim para o polonês. O educador Stanislaw Kot o considerou o maior tradutor do mundo do século XVI, apontando para a excelente pureza de linguagem e para a precisão das expressões que utiliza.
Traduziu a obra de Andrzej Frycz Modrzewski Commentariorum De Republica emendanda libri quinque, sob o título O naprawie Rzeczypospolitej (tradução livre em português: “O progresso da República das Duas Nações”).
Este tratado havia sido incluído pelo papa Paulo V no Index Librorum Prohibitorum, a lista dos livros proibidos pela Igreja Católica e, de fato Bazylic omitiu a tradução de um dos cinco livros, o chamado De Ecclesia (A igreja), que havia sido confiscado e destruído quando na primeira publicação da obra. Essa tradução, publicada em 1577, foi a única em polonês até 1953.
Traduziu em 1569 Historia de vita et gestis Scanderbegi Epirotarum principis, de Marin Barleti, entre outras traduções.
Suas traduções gozavam de grande popularidade na região, de modo que poucos anos depois algumas foram transferidas para o bielorrusso antigo e para o russo.

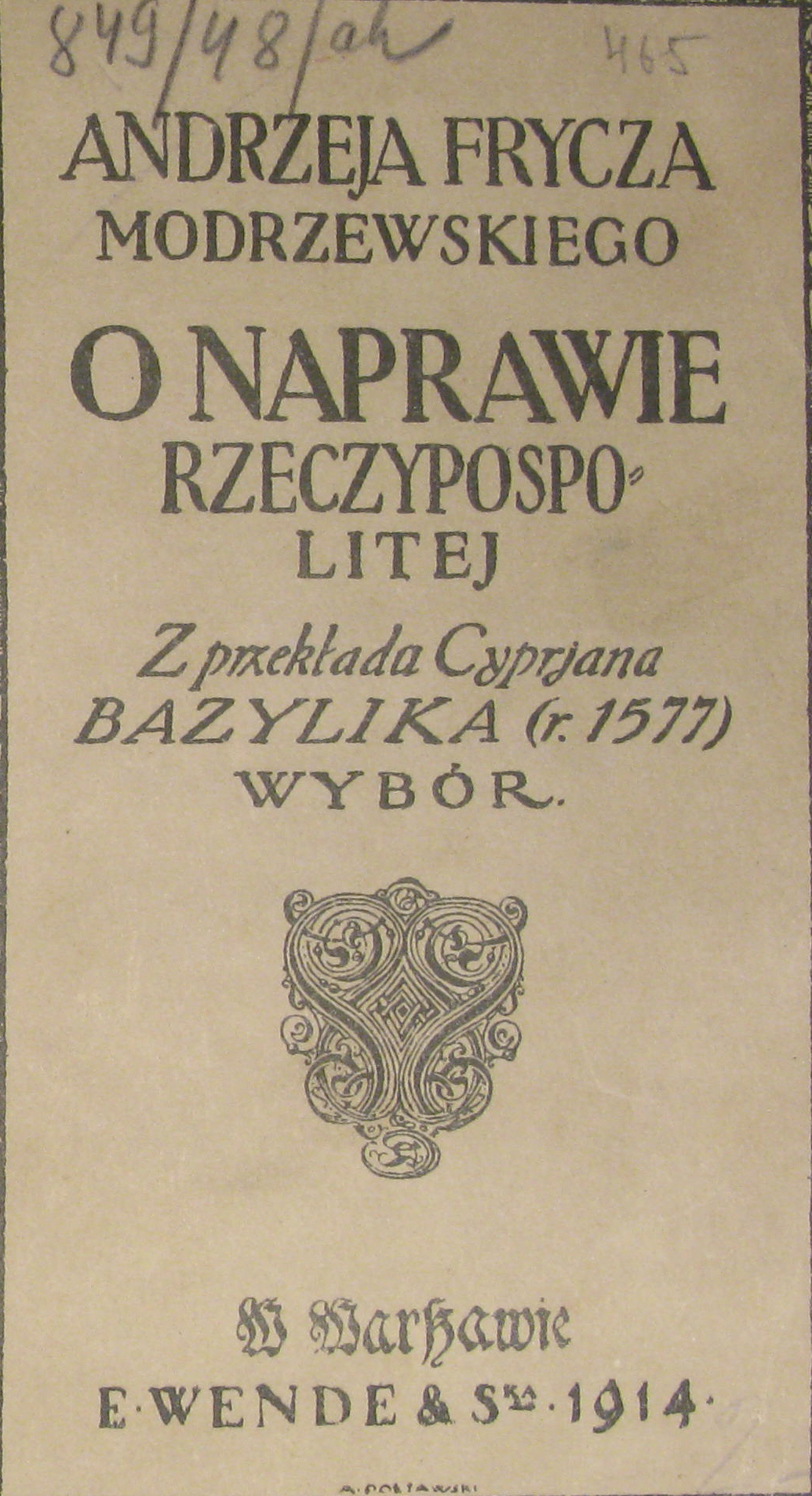
O naprawie Rzeczypospolitej, tradução de Bazylik para De Republica emendanda, de Andrzej Frycz Modrzewski.

Em relação à música, a produção de Bazylik está ligada aos ideais da Reforma Protestante. Esta tinha o intuito de tornar a liturgia mais clara e compreensível, bem como de dar aos fiéis maior participação nas reuniões. Por muito tempo o canto na igreja era exclusivo do clero, de modo que os leigos não participavam do momento. Os compositores protestantes criavam as músicas sempre nas línguas nacionais, e não em latim. Acreditavam que composições desse perfil ajudariam os fiéis a cultivar a fé e promoveriam os conteúdos bíblicos.
A maior parte dos trabalhos, portanto, são peças polifônicas de quatro partes e, a maioria destas são composições simples com texturas de contraponto. Porém também existem músicas sofisticadas e altamente elaboradas; não se sabe onde ele recebeu educação musical, mas algumas de suas peças são de um nível bastante elevado profissionalmente.
O Hinário de Brest, publicado em 1558, do qual participou da elaboração, foi de grande repercussão em todo o Leste Europeu.
Um ano depois, 38 músicas da obra já estavam presentes no hinário do jurista Bartlomiej Groicki, Pieśni duchowne człowieka (Cânticos espirituais do homem), entre inúmeras outras influências.
Compôs em cima de letras de Andrzej Trzecieski, Jakub Lubelczyk, Szymon Zacius, entre vários artistas. Juntamente com Waclaw de Szamotuly, Mikolaj Gomólka e Sebastian Klonowic, suas composições são exemplos notáveis da música do Renascimento polaco. Também demonstra a criatividade religiosa da Reforma Protestante em seu país no século XVI.

## Obras
Apenas 15 obras musicais sobreviveram até o presente. São peças para coro e capela:
- Pieśń o niebezpieczeństwie żywota człowieczego (Canção sobre os perigos da vida humana, letra: Jakub Lubelczyk);
- Dobrotliwość Pańska (Bondade do Senhor, letra: Jakub Lubelczyk);
- Pieśń nowa krześcijańska (Nova música cristã, letra: Jakub Lubelczyk);
- Pieśń nowa, w której jest dziękowanie (Uma nova música em que damos ações de graças, letra: Zofia Oleśnicka?);
- Nabożna piosnka (Cântico piedoso - letra: Andrzej Trzecieski);
- Oratio Dominica (Pai Nosso, letra: Andrzej Trzecieski);
- Piosnka bardzo piękna o Narodzeniu Pańskim – Benedicto Mense (Um lindo cântico sobre o nascimento do Senhor, letra: Andrzej Trzecieski);
- Pieśń z Ewanjelijej wyjęta (Canção do Evangelho removida, letra: Jakub Lubelczyk);
- Pieśń ranna, gdy słońce wschodzi – (Canção da manhã, quando nasce o sol, letra: Szymon Zacius);
- Pożegnanie krześcijańskie na każdy dzień – (Despedida cristã para todos os dias, letra: Szymon Zacius);
- Salmo 36 - Zaniechaj towarzystwa z ludźmi złościwemi (XXX) (Deixe a companhia das pessoas más, letra: Jakub Lubelczyk);
- Salmo 70 - W Tobie, Panie, nadzieję mam (Em você, Senhor, coloco minha confiança, letra: Stanislaw Kleryka?);
- Salmo 79 - Panie Boże wszechmocny (Senhor Deus Todo-Poderoso, letra: Jakub Lubelczyk);
- Salmo 127 (128) - Wszytcy są błogosławieni (Todos são abençoados, letra: Bernard Wojewódka);
- Salmo 129 (130) - Z głębokości grzechów moich (Das profundezas dos meus pecados, letra: anônimo).

Bazylik participou da elaboração do hinário calvinista Pieśni chwal Boskich de Jan Zaremba publicado no Grão-Ducado da Lituânia em 1558.

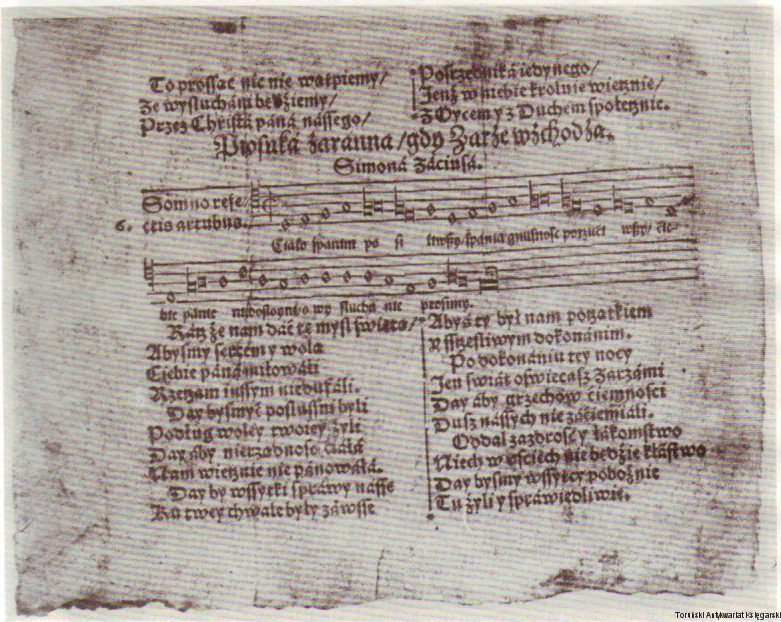
Trecho do hinário de Jan Zaremba, publicado em 1558, Pieśni chwal Boskich. Bazylik foi colaborador.

### Poesia
- Krótkie wypisanie sprawy przy śmierci i pogrzebie Oświeconej Księżnej Pani Halżbiety z Szydłowca Radziwiłłowej, wojewodziny wileńskiej, roku 1562 (Breve descrição do caso da morte e enterro da Princesa Iluminada, Sra. Isabel de Szydłowiec Radziwill, voivodia de Wilno, 1562)  Brest, 1562, impr. S. Murmelius;
- Cyprian Bazylik do tegoż - tj. Odmieńca, (Cyprian Bazylik para isto - ou seja, Diferente) poema em: Proteus abo Odmieniec , Brest, 1564;
- Wiersz na cześć Radziwiłłów (Poema em homenagem a Radziwill) em: T. Falconius - Sprawy i słowa Jezusa Krystusa, Brest, 1566;
- Wiersz do księcia M. Radziwiłła (Poema para o príncipe N. Radziwill) em: T. Falconius - Wtore księgi Łukasza świętego, Brest, 1566;
- Napis na grobie zacnego szlachcica Pawła Secygniowskiego (Inscrição no túmulo do respeitável nobre Pawel Secygniowski) Brest-Litovsk, 1570;
- O zacności herbu Warnia, a o wielkiej dzielności ludzi rycerskich w domu panów Gnoińskich... história, (Sobre a nobreza do brasão de Warnia e sobre a grande coragem dos cavaleiros na família Gnoinski... história) Cracóvia, 1600.

### Traduções
- Historia o srogim prześladowaniu Kościoła Bożego... Przydatna jest k temu história o postanowieniu i potem rozproszeniu kościołów cudzoziemskich w Londynie, nad którymi był prawdziwym a krześciańskim biskupem on świętej pamięci mąż Jan Łaski, (História da dura perseguição da Igreja de Deus... Uma útil história sobre o estabelecimento e depois dispersão de igrejas estrangeiras em Londres, sobre as quais o respeitável e falecido Jan Łaski foi realmente um bispo), Brest, 1567. Tradução da obra de Jean Crespin: Actiones et monimenta martyrum, Edição francesa de 1554;
- Marin Barleti. Historia o żywocie i zacnych sprawach Jerzego Kastryota, którego pospolicie Szkanderbegiem zową, (História da vida e dos nobres atos de Jorge Castrioto, conhecido como Skanderbeg), Brest, 1569, impr. C. Bazylik;
- Miklós Oláh. Historia spraw Atyle, króla węgierskiego, z łacińskiego języka na polski przełożona, (A história de Átila, o Rei húngaro, da língua latina ao polaco superior) Cracóvia, 1574, impr. M. Wirzbięta;
- A. Frycz Modrzewski. O naprawie Rzeczypospolitej księgi czwore, (O progresso da República das Duas Nações) Losk, 1577, imprenta de J. Karca.

### Obras de autoria suposta
- Proteus abo Odmieniec, Brest, 1564;
- Postępek prawa czartowskiego przeciw narodowi ludzkiemu, (O processo legal do diabo contra a nação humana) Brest, 1570, impr. C. Bazylik;
- Pieśń ze 31 kap. Przypowieści Salomonowych o pobożnej a cnotliwej niewieście, (Canção do capítulo 31 de Provérbios da mulher piedosa e virtuosa,) Nesvizh, 1564, imprenta Daniel de Łęczyca;
- Commoda Henrici... ogłoszone w: J. Czubek Pisma polityczne z czasów pierwszego bezkrólewia (Vantagens de Henrique... anunciado em: J. Czubek, Documentos políticos dos tempos do primeiro interregno) Cracóvia, 1906.